# Симон (Ивановский)
Архиепископ Симон (в миру Семён Васильевич Ивановский; 1 февраля 1888, село Каменки, Новосильский уезд, Орловская губерния — 1 февраля 1966, Винница) — архиерей в юрисдикции как Польской православной церкви, так и Русской православной церкви, архиепископ Винницкий и Брацлавский.

## Биография
Происходил из семьи священников. После окончания Ефремовского духовного училища окончил духовную семинарию в Туле.
В 1912 году окончил Московскую духовную академию со степенью кандидата богословия. Пострижен в монашество.
С 7 сентября 1912 года — помощник смотрителя Иркутского духовного училища. С 28 августа 1913 года — помощник смотрителя Кременецкого духовного училища. Со 2 сентября 1916 года — помощник смотрителя Сумского духовного училища.
В июне 1923 года прибыл в Польшу и по ходатайству митрополита Дионисия (Валединского) перед министром исповеданий Речи Посполитой 1 июля вступил в должность ректора Волынской духовной семинарии и настоятеля Кременецкого Богоявленского монастыря.

## Архиерейское служение
24 марта 1924 года хиротонисан во епископа Кременецкого, викария Волынской епархии в составе автономной Польской митрополии, принадлежащей к Русской православной церкви. С 13 ноября 1924 года — в юрисдикции Польской православной церкви, после дарования патриаршего томоса о признании автокефалии этой структуры. 
С 15 апреля 1939 года — епископ Острожский, викарий Волынской епархии.
21 августа 1940 года епископ Симон был вызван в Москву, где после процедуры покаяния и совместной службы он был принят в состав Русской православной церкви в качестве правящего епископа Острожского, а 24 марта 1941 года возведён в сан архиепископа.
После начала Великой Отечественной войны пребывал в юрисдикции Украинской автономной православной церкви, которая сохраняла общение с Русской православной церковью.
21 августа 1941 года участвовал на Соборе епископов Православной церкви на Украине в Почаевской лавре, который постановил «считать нашу Церковь и её иерархию в канонической зависимости от Церкви русской» и «вернуть нашей Церкви права автономии и автономного управления».
9 декабря 1941 года для замещения свободных кафедр владыка Симон был перемещён в Чернигов и поставлен во архиепископа Черниговского и Нежинского. 19 мая владыка Симон приехал в Чернигов, остановившись в Троицком соборе. Есть свидетельство, что, узнав о приходе владыки Симона на Черниговскую кафедру, преподобный Лаврентий Черниговский с радостью воскликнул: «Это наш!..»
12 июня 1942 году состоялось собрание епископов Украинской автономной православной церкви, где был избран Священный синод, в который вошёл и архиепископ Симон.
За 1942—1943 годы в области были открыты 400 церквей и 6 монастырей по разрешению немецких властей. Владыку несколько раз вызывали в гестапо, но от прямого сотрудничества он уклонялся; отказался организовать в церкви агитацию против партизан, объявив их врагами Церкви; запретил (тайно от гестапо) духовенству епархии поминать «немецкую державу» со словом «великая».
10 сентября 1942 года по благословению архиепископа Симона начала свою работу Черниговская духовная консистория, при которой была создана экзаменационная комиссия для проверки знаний священства, не имеющего специального образования. Это был шаг для преодоления двадцатилетнего существования Церкви без духовных учебных заведений. При консистории работал свечной завод и типография, подготовившая выпуск двух изданий: «Святцев» и «Украинского церковного календаря на 1943 год», которые содержали ведомости о действительном положении Православной церкви в СССР, что и стало позже главным пунктом обвинения владыки Симона органами НКВД в 1944 году.
С осени 1942 году начались регулярные сборы средств для передачи лишённым всяческой помощи советским военнопленным, содержавшимся в лагерях под Черниговом. Значительная часть денежных средств, пожертвованных пленным, была внесена Симоном.
10 января 1943 года в Спасо-Преображенском соборе архиерейский хор, работа которого наладилась с приездом владыки Симона, дал большой духовный концерт, в котором, кроме духовной музыки церковных композиторов, исполнялись и украинские народные колядки, бывшие в советское время под запретом.
21 сентября 1943 года Чернигов был освобождён советскими войсками. 18 ноября архиепископ Симон был вызван в Москву, где состоялась его встреча с иерархами Русской православной церкви. Он стал членом Священного синода Русской православной церкви.
21 января 1944 года вернулся в Чернигов, а 29 января был арестован органами НКВД и этапирован в Киев, в Главное управление НКВД УССР. Его обвиняли в активном участии в Белом движении, в связях с белоэмигрантами и в произнесении проповедей антисоветского содержания во время немецкой оккупации.
25 октября 1944 года военный трибунал Войск НКВД Киевского военного округа вынес по делу приговор: 10 лет лагерей. Вплоть до смерти Сталина владыка Симон находился на лесоповале в ИТЛ на станции Суслово Красноярского края и в Тульской области.
В 1953 году 65-летний архиепископ был переведён на более легкие работы — хлеборезом, а позже — в Киевскую трудовую колонию, где работал заведующим складом.
В марте 1954 году архиепископ Симон был освобождён из заключения. В декабре того же года поехал в Москву на встречу с патриархом Алексием I. С марта 1954 года настоятель Вознесенского собора в Новочеркасске.
В июле 1955 года назначен временно управляющим Днепропетровской епархией. Возглавил погребение архиепископа Днепропетровского и Запорожского Андрея (Комарова; † 17 июля 1955).
С 17 октября 1955 года — архиепископ Винницкий и Брацлавский.
12 февраля 1958 года награждён бриллиантовым крестом для ношения на клобуке. В марте 1961 года патриарх Алексий предлагал назначить Симона — «заслуженного и тактичного архиерея» — на Харьковскую кафедру.
14 августа 1961 года уволен на покой с формулировкой «согласно прошению, освободить от управления Винницкой епархией и иметь его в виду для назначения при открытии вакансий, в пределах Российской федерации».
Нового назначения не последовало. Патриарх Алексий I весной 1964 года пытался дать ему кафедру, но власти воспротивились этому. Проживал в Виннице. В октябре 1962 года выезжал в гор. Владимир на погребение своего однокурсника по духовной академии епископа Афанасия (Сахарова).
Скончался 1 февраля 1966 года в Виннице в 78-й день своего рождения. Похороны собрали большое количество народа. Несмотря на строжайший запрет уполномоченного, гроб с телом архиепископа Симона несли на руках от его дома до кладбища. Многие священники получили за это выговоры и предупреждения о возможном снятии с регистрации. Реабилитирован 30 января 1995 года.